# Charlotte (Anime)
Charlotte (シャーロット Shārotto) ist eine japanische Animationsfernsehserie (Anime), die im Animationsstudio P.A. Works unter der Regie von Yoshiyuki Asai entstand und zwischen 5. Juli 2015 und dem 27. September gleichen Jahres in Japan gesendet wurde. Die Serie umfasst dreizehn Episoden. Eine zusätzliche Episode wurde im März 2016 als Original Video Animation (OVA) veröffentlicht. Außerdem wurden zwei Mangaserien im Dengeki G’s Comics des Verlages ASCII Media Works publiziert.
Die Handlung der Animeserie spielt in einer alternativen Realität, in der eine kleine Anzahl von Kindern bis zu ihrer Pubertät übermenschliche Fähigkeiten entwickeln. Die Geschichte folgt dem Oberschüler Yū Otosaka, der die Fähigkeit entwickelt, andere Menschen für wenige Sekunden zu kontrollieren, was das Interesse von Tomori Nao weckt, der Schülerratspräsidentin einer Schule, die gegründet wurde, um diesen außergewöhnlichen Schülern und Schülerinnen Sicherheit zu bieten.
Konzipiert wurde die Geschichte von Jun Maeda, welcher zudem das Drehbuch schrieb und sämtliche Musik für die Serie komponierte. Na-Ga entwarf die Charakterdesigns. Beide sind für den Spieleentwickler Key tätig. Charlotte ist die zweite Animeserie des Unternehmens nach Angel Beats! aus dem Jahr 2010.

## Handlung
Die Geschichte von Charlotte spielt in einer alternativen Realität, in der sich ein Komet alle 75 Jahre der Erde nähert. Während dies geschieht, gelangen Kleinstpartikel eben dieses Kometen in die Erdatmosphäre, was dazu führt, dass eine kleine Anzahl Kinder, die den Staub einatmen, in ihrer Pubertät verschiedene Superkräfte entwickeln. Die Handlung folgt dem Oberschüler Yū Otosaka, der die Fähigkeit ausbildet, kurzzeitig in den Körper anderer Menschen eindringen und diesen kontrollieren zu können. Durch diese spezielle Fähigkeit erhofft er, ein sorgenfreies Leben führen zu können, wird aber alsbald von Nao Tomori, einem Mädchen, das in der Lage ist, sich für ein von ihr ausgewähltes Ziel unsichtbar machen zu können, enttarnt. Sie zwingt Yū zur Hoshinoumi Academy (星ノ海学園 Hoshinoumi Gakuen, deutsch etwa „Sternenseeakademie“) zu wechseln und dem Schülerrat, dessen Vorsitzende sie ist, beizutreten. Ebenfalls Mitglied im Schülerrat ist Jōjirō Takajō, ein Schüler mit der Fähigkeit, wie ein Blitz zu rennen. Der Schülerrat hat es sich zur Aufgabe gemacht, Kinder mit solchen besonderen Fähigkeiten aufzuspüren und vor Organisationen, die diese Kinder für ihre Zwecke missbrauchen wollen, zu schützen. Sie warnen betroffene Kinder vor ebendieser Gefahr, die sie erwarten könnte, sollten sie ihre Fähigkeiten sorglos in der Öffentlichkeit anwenden. Dies führt den Schülerrat zu Yusa Nishimori, einem Idol, das in der Lage ist, als Medium mit den Seelen Verstorbener zu kommunizieren. Dies nutzt ihre verstorbene ältere Schwester Misa aus, um Besitz von Yusa zu ergreifen. Dadurch erhält Yusa auch ihre Fähigkeit mit Willenskraft Feuer entstehen zu lassen und dieses zu kontrollieren. Nao schafft es, dass Yusa ebenfalls an ihre Schule wechselt und dem Schülerrat beitritt.

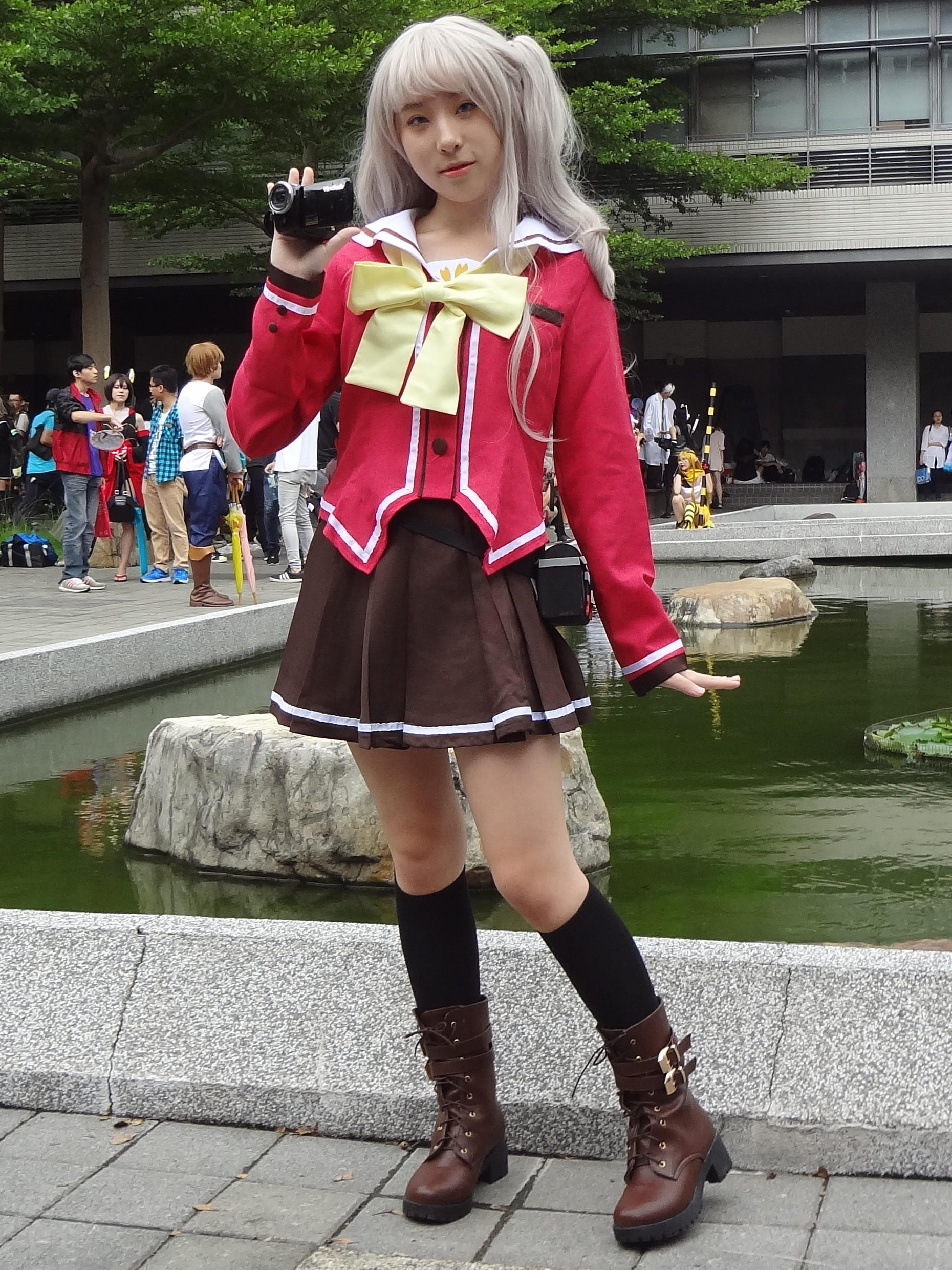
Cosplayerin als Nao Tomori, 2018.

Yūs jüngere Schwester Ayumi entwickelt unerwarteter Weise ebenfalls eine Fähigkeit, die dazu führt, dass Gegenstände in ihrer Nähe kollabieren, was ihren Tod verursacht. Yū, der dabei knapp überlebt, isoliert sich von der Außenwelt und verfällt in eine tiefe Depression. Nao, die ihn nach dem Tod seiner Schwester die ganze Zeit unbemerkt beobachtet hat, schafft es, ihn aus seiner Depression zu holen und zu bewegen, wieder dem Schülerrat beizutreten. Bei einem Konzert der Post-Rock-Band Zhiend, das Nao und Yū besuchen, erhält dieser lang unterdrückte Erinnerungen an seinen älteren Bruder Shunsuke zurück, der durch seine Fähigkeit in der Lage ist, in die Vergangenheit zu reisen. Shunsuke hat diese Fähigkeit bereits mehrfach genutzt, um so die Hoshinoumi Academy und eine Organisation aufzubauen, die an einem Impfstoff forschen, die die Kinder davor schützen soll zukünftig eine Fähigkeit zu manifestieren. Allerdings führte die wiederholte Nutzung dieser Fähigkeit zu Shunsukes Erblindung. Shunsuke offenbart seinem jüngeren Bruder Yū, dass die eigentliche Kraft seiner Fähigkeit darin besteht, die Fähigkeiten anderer Betroffenen zu neutralisieren, indem er Besitz von ihren Körpern erlangt. Yū stiehlt Shunsukes Fähigkeit, reist in die Vergangenheit und verhindert den Tod seiner Schwester, indem er ihre Fähigkeit stiehlt, bevor sie diese einsetzt.
Eine terroristische Vereinigung nimmt Nao und Kumagami, einen engen Freund Shunsukes und dessen Helfer, als Geisel und fordert die Übergabe Yūs für deren Freilassung. Dieser plant die Rettung der beiden. Der Plan schlägt allerdings fehl, was dazu führt, dass Kumagami ums Leben kommt und Yū selbst schwer verletzt wird. Während Yū sich von den Folgen der Konfrontation erholt, fasst er auf Naos Vorschlag den Entschluss, alle Besitzer besonderer Fähigkeiten auf der Welt aufzusuchen und deren Fähigkeiten zu absorbieren. Während er die Welt bereist und die Fähigkeiten anderer Kinder absorbiert, verliert er nach und nach jegliche Erinnerungen und sein Selbstbewusstsein, da sich seine Erinnerungen mit denen der bereits geheilten Kinder vermischen. Dennoch schafft er es, alle Fähigkeiten zu neutralisieren, bevor er unter der Last zusammenbricht. Shunsuke rettet seinen Bruder und bringt in nach Japan. Yū hat inzwischen keine Erinnerung mehr an seine Vergangenheit, doch Nao erzählt ihm, dass sie seine Freundin geworden sei.

## Entstehung und Veröffentlichung

### Konzeption und Entwicklung
Die Schöpfer von Charlotte sind Jun Maeda und Na-Ga vom Spieleentwickler Key. Dabei stellt Charlotte nach Angel Beats! aus dem Jahr 2010 die zweite Animeserie dar, die von Key entwickelt und konzipiert wurde. Hironori Toba von Aniplex trat im Jahr 2012 mit einem Angebot des Präsidenten von P.A. Works, Kenji Horikawa, zur Realisierung einer neuen Animeserie in dessen Studio an Maeda heran. Maeda selbst zeigte sich angesichts dieser Tatsache überrascht, da er gar nicht daran gedacht hatte, zukünftig wieder mit dem Animationsstudio zu arbeiten. Horikawa erklärte, dass das Entwicklerteam inzwischen in der Lage sei, Dinge in die Hand zu nehmen, die zu der damaligen Zeit als Angel Beats! produziert wurde, nicht möglich waren. Maeda hatte keinen Gedanken verschwendet, an der Entwicklung einer weiteren Animeserie beteiligt zu sein, sagte aber gleichzeitig, dass er Horikawas Angebot nach gemeinsamen Diskussionen nicht ablehnen konnte. Toba bat Maeda, ein möglichst Key-nahes Konzept zu entwickeln, worauf Maeda begann, die vergangenen Erfahrungen bei der Konzeption zu Angel Beats zu analysieren. Durch einen Trial-and-Error-Prozess erarbeitete Maeda ein mögliches Umfeld und eine Handlung für die Animeserie.
Lange vor Beginn der Arbeiten an Charlotte hatte Maeda über ein Konzept für eine Geschichte über Charaktere mit unfertigen Superkräften nachgedacht. Diese müssten zusammenarbeiten, um diverse Probleme zu lösen. Maeda reichte drei Konzepte bei Toba ein und fragte ihn, welche der drei Geschichten ihm am meisten gefallen habe. Nachdem Toba sich für eine der anderen Geschichten entschieden hatte, machte Maeda ihm klar, dass er die Geschichte erarbeiten wolle, die Charlotte werden sollte. Beim Schreiben der Geschichte erinnerte sich Maeda an die Herangehensweise bei der Konzipierung von Angel Beats!, fokussierte sich bei Charlotte aber mehr auf das Verhalten der einzelnen Charaktere. Auch verringerte er die Anzahl der Protagonisten in Charlotte im Vergleich zu seinem Vorgängerwerk. Toba fühlte, dass Maeda bei der Erarbeitung von Charlotte von Angel Beats! beeinflusst wurde.
Maeda sah in dem großen Charakterpool von Angel Beats! große Schwierigkeiten, wie etwa überlappende Charakterzüge einzelner Hauptpersonen oder das Vergessen einzelner Charaktere der Serie. Diese Gedanken nutzte er beim Erfassen der Geschichte von Charlotte. Ähnlich lief es bei der Erarbeitung der Charakterdesigns von Na-Ga, welcher ebenfalls bei Angel Beats! involviert war. Bei Angel Beats! hatte er die Sorge, dass sich die Designs diverse Charaktere der Serie ähneln, was er bei der Erarbeitung der Charaktere für Charlotte berücksichtigte. Das ursprüngliche Design von Jōjirō Takajō wurde verworfen, da beim Designprozess zu große Ähnlichkeiten mit dem Angel-Beats!-Charakter Takamatsu auftraten.
Bereits in der Frühphase entschied Maeda den Protagonisten Yū als morallosen Betrüger darstellen zu wollen, da Maeda noch nie einen derartigen Charakter entworfen hatte. Auf der Suche nach einem Titel für die Animeserie schlug Taisei Nakagawa Maeda einen vor, dessen Abkürzung "AA" lauteten. Diese Idee gefiel Maeda jedoch nicht und wählte als Titel Charlotte. Der Titel ist an den gleichnamigen Song der japanischen Band Art-School angelehnt.

### Produktion
Als darüber entschieden wurde, wer zum Produktionsteam von Charlotte gehören sollte, dachte Toba, dass es besser wäre, nicht die gleiche Besetzung zu engagieren, die bereits an Angel Beats! mitgewirkt hatte. Toba entschied, neben Maeda, Na-Ga und dem Animationsstudio P.A. Works neue Mitglieder ins Produktionsteam zu integrieren, um Veränderung in den kreativen Prozess zu bringen und um einem Einfluss des Vorgängerwerkes entgegenzuwirken. Toba suchte nach einem Regisseur, der sich sowohl mit dem Vorgänger Angel Beats! auskannte, als auch für das neue Projekt geeignet sei, und fand diesen in Yoshiyuki Asai. Asai war bereits bei Angel Beats! bei der Erstellung der Episodendrehbücher für zwei Folgen der Serie beteiligt. Charlotte stellt damit das Regiedebüt Asais dar. Toba zog bei der Wahl Asais seine Beteiligung bei Angel Beats! heran. Auch sagte Toba, dass Asai jemand sei, der sowohl die lustigen als auch ernsthaften Momente der Serie einfangen könne. Als Horikawa das noch unfertige Skript zur neuen Serie erhielt, erklärte er Maeda, dass die neue Serie nicht den gleichen Anspruch besitze wie der Vorgänger. Seine Meinung änderte sich zum Positiven, als er das fertige Skript einsah.
Während das Skript noch im Entstehen war, strich Maeda Passagen, die nach Absprache mit anderen, darunter Na-Ga, unnatürlich für die Serie erschienen. Beim Schreiben des Skripts machte sich Maeda bewusst, dass Charlotte eine Animeserie darstelle. Toba bezeichnete Charlotte als Maedas Versuch, eine Geschichte zu schreiben, die man nicht als Videospiel umsetzen könne. Auch sagte er, dass die Konzeption der Charaktere, vor allem die des Protagonisten, ungeeignet für ein Videospiel sei.
Kanami Sekiguchi wurde zur Charakterdesignerin bestellt, nachdem Horikawa ihre Arbeit als Regisseurin der neunten Episode von Angel Beats! gewürdigt hatte. Toba merkte an, dass er es kaum erwarten könne, wie sie Na-Gas Charakterdesigns im Anime umsetzen würde. Kazuki Hijagishi wurde aufgrund seines Eifers und seines künstlerischen Talents als Artdirector ausgewählt. Satoki Iida wurde Music- und Sounddirector und war Korrekturleser des Skripts. Iida, der bereits mit Maeda zusammengearbeitet hatte, wurde aufgrund seiner guten Kommunikation mit ihm für den Posten ausgewählt. Beim Komponieren der Stücke der fiktiven Idolgruppe How-Low-Hello verwendete Maeda alte Stücke, die er als Student in den 1990er-Jahren schrieb, die aber damals nicht verwendet wurden.

### Veröffentlichung
Die dreizehn Episoden der Animeserie wurden zwischen dem 5. Juli und dem 27. September 2015 im japanischen Fernsehen gesendet. Zwischen dem 23. September gleichen Jahres und dem 30. März 2016 wurde die Serie auf sieben Blu-rays bzw. DVDs in Japan herausgebracht. Die siebente beinhaltet eine Bonusfolge, der ersten, dritten und fünften lag jeweils eine Drama-CD bei.
Aniplex of America sicherte sich die Rechte für den Vertrieb in Nordamerika. Der Anime wurde auf mehreren Streamingplattformen wie Crunchyroll, Hulu, Daisuki und Viewster gezeigt. In Australien und Neuseeland erhielt Madman Entertainment die Lizenz für den digitalen Vertrieb. In Deutschland erwarb der Verlag Peppermint Anime die Lizenz und brachte die Serie als je zwei DVDs oder Blu-rays auf den Markt.

## Synchronisation
| Rolle            | Japanischer Sprecher (Seiyū)     | Deutscher Sprecher |
| ---------------- | -------------------------------- | ------------------ |
| Yū Otosaka       | Kōki Uchiyama                    | Sebastian Kluckert |
| Nao Tomori       | Ayane Sakura                     | Meri Dogan         |
| Jōjirō Takajō    | Takahiro Mizushima               | Bastian Sierich    |
| Yusa Nishimori   | Maaya Uchida                     | Jodie Blank        |
| Ayumi Otosaka    | Momo Asakura                     | Linda Fölster      |
| Kumagami         | Eiji Takemoto                    | Marios Gavrilis    |
| Misa Kurobane    | Maaya Uchida                     | Jodie Blank        |
| Medoki           | Asami Seto                       | Birte Baumgardt    |
| Sara Shane       | Miyuki Sawashiro Marina (Gesang) | Ann Vielhaben      |
| Shunsuke Otosaka | Daisuke Ono                      | René Dawn-Claude   |
| Shichino         | Kengo Kawanishi                  | Ricardo Richter    |
| Maedomari        | Natsuki Hanae                    | Henning Nöhren     |
| Kazuki Tomori    | Kazuyuki Okitsu                  | Jan Makino         |

## Umsetzungen

### Manga
Haruka Komowata zeichnete eine Yonkomaserie unter dem Titel Charlotte The 4-koma: Seishun o Kakenukero! (Charlotte The ４コマ せーしゅんを駆け抜けろ!), der zwischen 2015 und 2017 im Dengeki G’s Comic des Verlages ASCII Media Works veröffentlicht wurde. Charlotte The 4-koma: Seishun o Kakenukero! wurde später in drei Tankōbonbänden veröffentlicht.
Ein zweiter Manga unter dem Titel Charlotte wurde von Makoto Ikezawa und Yū Tsurusaki geschrieben und erschien zwischen 2015 und 2018 ebenfalls im Dengeki G’s Comic. Dieser wurde in sechs Bänden veröffentlicht. Der Manga ist zudem auf der Plattform ComicWalker von Kadokawa abrufbar.

### Hörspiel
Jun Maeda schrieb drei Hörspiel-CDs, die von den Synchronsprechern der Animeserie eingespielt und mit dem Anime als Bonusmaterial der ersten, dritten und fünften Blu-ray und DVD veröffentlicht wurden.

### Internetradioshow
Um für den Anime zu werben, wurde mit Charlotte Radio: Nao Tomori's Student Council Activity Log (Charlotteラジオ 〜友利奈緒の生徒会活動日誌〜 Charlotte Radio: Tomori Nao no Seitokai Katsudō Nikki) zwischen dem 6. Juli und dem 28. September 2015 eine dreizehnteilige Internetradioshow als Podcast bei Niconico veröffentlicht. Die Show war zeitweise auch bei Hibiki Radio abrufbar. Moderiert wurde die Serie von Ayane Sakura, der Synchronsprecherin von Nao Tomori. Die Show wurde auf zwei CDs veröffentlicht.

### Musik
Die Musik in Charlotte wurde von Jun Maeda, Hikarishuyo und der Gruppe Avant-Garde Eyes, die auch für die musikalischen Arrangements verantwortlich war, komponiert. Veröffentlicht wurde die Musik über das Key Sounds Label. Die Splitsingle Bravely You/Yakeochinai Tsubasa der Sängerinnen Lia und Aoi Tada enthält sowohl den Vorspann- als auch Abspanntitel und erschien im August 2015.
In der Serie existieren zwei fiktive Musikgruppen: Zhiend und How-Low-Hello. Den Gesang übernahmen Maaya Uchida bei How-Low-Hello und Marina bei Zhiend. Für beide Gruppen erschienen je eine Single und ein vollwertiges Studioalbum, die alle Chartnotierungen in den japanischen Musikcharts erreichen konnten. Ein offizieller Soundtrack zur Serie erschien Anfang November 2015.
Die Single mit dem Vorspann- und Abspanntitel verkaufte sich innerhalb einer Woche 23.000 mal und landete auf Platz vier der Singlecharts. Die Single Rakuen Made/Hatsunetsu Days der Band How-Low-Hello landete auf Platz neun bei 9.300 verkauften Einheiten, während das Album knapp an den Top Ten vorbeischrammte und 9.500 Einheiten absetzen konnte. Trigger, die Single von Zhiend, verkaufte sich 14.000 mal und landete auf Platz elf während das Album 14.000 mal innerhalb der ersten Verkaufswoche über den Ladentisch ging und Platz vier der Albumcharts erreichen konnte. Der originale Soundtrack landete auf Platz neun bei 6.600 Verkäufen.

## Rezeption
In einer Besprechung auf der Plattform Anime News Network lobte Gabriella Ekens die evokativen Momente der Serie, beschrieb aber auch, dass Probleme aufgetreten seien, vor allem wenn man versuchte, diese in einen umfassenderen Kontext zu stellen. Sie kritisierte die Struktur und nannte sie eine ineffiziente Sammlung sprudelnder Ideen. Sie verglich dies mit AnoHana, welches nach und nach Darker than Black ähnelte. Insgesamt wurde Charlotte dafür gelobt, durchweg unvorhersehbar zu sein, allerdings enttäuscht die Serie insgesamt. In früheren Kritiken schrieb Ekens der Serie ein exaktes Timing für Comedy zu und vertrat die Meinung, dass dieses fast lustiger als in Plastic Memories sei. Sie brachte zum Ausdruck, dass sie den Humor mochte. Chris Beveridge lobte in seiner Besprechung auf The Fandom Post die Unvorhersehbarkeit sowie die Animationen. Ekens lobte P.A. Works für ihre Regiearbeit.
In einer Kolumne auf der Plattform Mantanweb der Zeitung Mainichi Shimbun wurde die Serie gelobt, ein breites Spektrum an Interessenten von Animefans bis hin zu gelegentlichen Animezuschauern zu erreichen und anzusprechen. Kolumnist Ryō Koarai lobte die Serie dafür, den Zuschauer durch die Augen des Protagonisten blicken und an dessen unorthodoxen Methoden der Nutzung seiner Superkräfte teilhaben zu lassen. Seiji Nakazawa lobte die Serie für das Aufräumen mit Moestereotypen. Er schrieb, dass manche den Humor in der Serie als abgedroschen empfinden mögen, er selbst findet diesen akzeptabel.

## Hintergründe
Jōjirō Takajō, ein Charakter aus der Anime-Fernsehserie, hat in der sechsten Episode des Anime The Day I Became a God einen Cameo-Auftritt. In besagte Folge trägt er ein schwarzes T-Shirt mit dem Abbild von Yusa Kurobane, die ebenfalls aus Charlotte entspringt.